# تامس دیوید جونز
تامس دیوید جونز (به انگلیسی: Thomas David Jones) فضانورد اهل کشور ایالات متحده آمریکا است که در ۲۲ ژانویهٔ ۱۹۵۵ میلادی در بالتیمور زاده شد. وی در مأموریت اس‌تی‌اس-۵۹، اس‌تی‌اس-۶۸، اس‌تی‌اس-۸۰، اس‌تی‌اس-۹۸ حضور داشته است.